# Франкфурт Олександр Ізраїльович
Олекса́ндр Ізра́їльович Фра́нкфурт (* 1904,Сатанів, нині Городоцького району Хмельницької області — † 1977) — доктор медичних наук (1954). Професор.

## Біографія
Старший брат доктора медичних наук Мойсея Франкфурта.
1940 року видав у Києві книгу «Гепаторенальний синдром», в якій розглянув гостре ураження нирок у поєднанні з ураженням печінки.
Полковник медичної служби. Учасник Німецько-радянської війни.
Після війни не міг отримати роботу в Києві . Працював у Саратовському медичному інституті на військово-медичному факультеті, створеному 1951 року . 1954 року в Саратові захистив докторську дисертацію «Стан печінки при захворюванні нирок» .
У 1959—1970 роках Олександр Франкфурт завідував кафедрою пропедевтики внутрішніх хвороб Вітебського медичного інституту (нині Вітебський державний ордена Дружби народів медичний університет). 1960 року на кафедрі було засновано аспірантуру, яка дала новий поштовх у розвитку наукової школи професора Франкфурта в клініці пропедевтики внутрішніх хвороб. Першими аспірантами були Соловйова, Матвєєва, Дозорець, Федоров, Волосевич, Гуріна, Окороков, Гейман. Усі вони успішно захистили дисертації на здобуття вченої ступені кандидата медичних наук .
Помер від серцевої недостатності.